# Ok Tedi (Fluss)
Der Ok Tedi ist einer der Haupt-Nebenflüsse des Fly im North Fly District der Western Province Papua-Neuguineas.
Seinen Namen hat er von der an seinem westlichen Ufer lebenden Ethnie der Yonggom, in deren Sprache „Ok“ Wasser oder Fluss bedeutet. Der italienische Forschungsreisende Luigi Maria d’Albertis benannte ihn bei seiner Entdeckung 1876 nach der Frau des Gouverneurs von New South Wales Alice.
Der Ok Tedi entspringt auf einer Höhe von 1619 m in den Star Mountains in einem der niederschlagsreichsten Gebiete der Erde unweit der Grenze zur indonesischen Provinz Papua, nimmt einen südlichen Verlauf, im flacheren Teil stark mäandernd durch Regenwald, und mündet bei 22 m ü. NN in den Fly.
Der Ok Tedi ist der Namensgeber für die Bergbaugesellschaft Ok Tedi Mining Limited, Tochter von BHP Billiton, und des von ihr betriebenen Tagebaus Ok Tedi. Der Tagebau und die Entsorgung von Abraum in den Fluss brachte entsprechende Umweltprobleme mit sich, ähnlich wie bei der nördlich gelegenen weltgrößten Gold- und bedeutenden Kupferabbaustätte, der Grasberg-Mine, am Sepik.